# 광주서남교회
광주서남교회는 대한민국 광주광역시 남구 (광주광역시)에 있는 장로교교회이며, 담임 목사는 조택현 목사이다.

## 역사
- 1957년 10월 17일, 광주시 봉주동 855번지에 예배 처소를 마련하고 봉주교회라고 칭함
- 1963년 5월 30일, 봉주교회에서 서남교회로 명칭 변경